# Granuläre Hornhautdystrophie Typ I
Die Granuläre Hornhautdystrophie Typ I ist eine sehr seltene angeborene Form der granulären Hornhautdystrophie mit multiplen kleinen oberflächlichen Ablagerungen zentral im Stroma der Hornhaut.

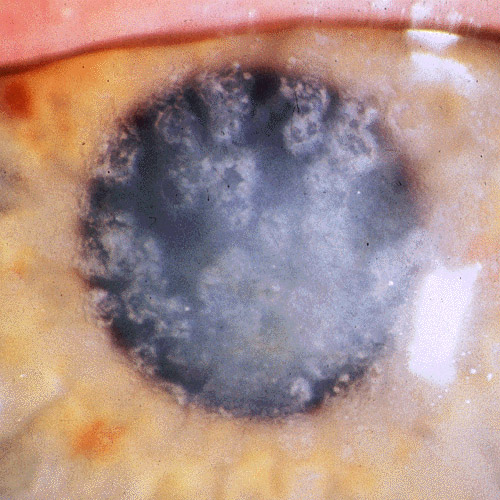
Granuläre Hornhautdystrophie Typ I, zahlreiche unregelmäßig geformte krümelige Hornhauttrübungen

Synonyme sind: GCD1; Granuläre Hornhautdystrophie, klassische; Groenouw-Hornhautdystrophie Typ I; Groenouw-Syndrom; Hornhautdystrophie, granuläre; Hornhautdystrophie, bröckelige; Bücklers-I-Hornhautdystrophie; Hornhautentartung, familiäre, Fleischer (Typ I); englisch Groenouw-Fleischer dystrophy; Fleischer’s dystrophy; lateinisch Dystrophia corneae granulosa
Die Namensbezeichnungen beziehen sich auf den Autor der Erstbeschreibung aus dem Jahre 1890 durch die deutschen Augenärzte Arthur Groenouw, Bruno Fleischer (1874–1965) und Max Bücklers (1895–1969).

## Verbreitung
Die Häufigkeit ist nicht bekannt, die Vererbung erfolgt autosomal-dominant.

## Ursache
Der Erkrankung liegen Mutationen im TGFBI-Gen auf Chromosom 5 Genort q31.1 zugrunde, welches für das multifunktionale Protein Keratoepithelin kodiert.

## Klinische Erscheinungen
Klinische Kriterien sind:
- Krankheitsentwicklung in den ersten 10 Lebensjahren
- kleine, rundliche bis zackenartige Trübungen zentral in der Hornhaut eingebettet in klare Hornhautanteile
- erst spät abnehmende Sehschärfe
- Frühzeichen ist Photophobie
- oft wiederkehrende Erosionen

## Diagnose
Die Läsionen im Stroma erscheinen als weiße, diskrete, unregelmäßig geformte, scharf abgegrenzte Flecken.

## Differentialdiagnose
Abzugrenzen sind die anderen Formen der granulären Hornhautdystrophie.